# Reparato (prefeito urbano)

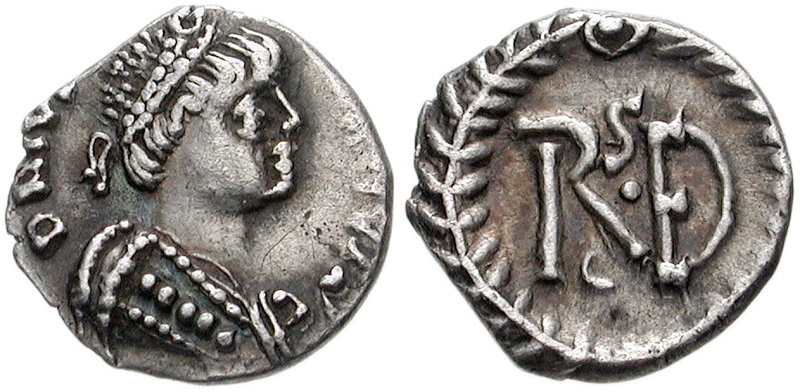
1/4 de síliqua de Vitige r.

Reparato (em latim: Reparatus) foi um aristocrata romano do século VI, ativo no Reino Ostrogótico. Segundo o Livro dos Pontífices, era filho de João e irmão do papa Vigílio (r. 537–555). Aparece pela primeira vez nas fontes em 527, quando foi nomeado pelo rei Atalarico (r. 526–534) como prefeito urbano de Roma.
Em novembro / dezembro de 536, no contexto da Guerra Gótica com o Império Bizantino, esteve entre os senadores levados reféns pelo rei Vitige (r. 536–540) de Roma para Ravena e também entre os poucos que conseguiram escapar antes do massacre deles ocorrido na primavera de 537; sabe-se que ele e Bergantino conseguiram fugir à Ligúria.
Na primavera de 538, Reparato foi nomeado pelo imperador Justiniano (r. 527–565) como novo prefeito pretoriano da Itália. Sabe-se que esteve em Mediolano (atual Milão) durante o cerco ostrogótico iniciado no verão daquele ano e quando a cidade caiu perante o poderio inimigo em março de 539, Reparato foi brutalmente assassinado. A responsabilidade por suas crianças recaiu sobre o papa Vigílio, que casou sua sobrinha Vigília com Astério, o cônsul de 494, e forneceu para seu sobrinho Rústico uma ordenação como diácono na Igreja de Roma.